# Sistema uditivo

L'orecchio, simbolo della capacità uditiva.

L'udito (dal latino auditus, derivato di audire, «udire»), inteso come sistema o apparato uditivo, è il primo dei cinque organi di senso a svilupparsi nel feto (a partire dal sesto mese) e a favorire il contatto (indiretto) con l'ambiente esterno. È quella funzione preposta alla percezione, conduzione e analisi del suono, con integrazione cerebrale alle altre funzioni sensoriali; una deficit grave di questa funzione (sordità), già in età precoce, spesso pregiudica in parte o anche in totale la capacità di comunicazione verbale (mutismo), in quanto dipendente dalla costante informazione sonora. L'apparato comprende sia gli organi sensoriali (orecchie, organi preposti alla percezione e alla traduzione del suono), sia le parti uditive del sistema sensoriale.
L’udito umano risulta sensibile ad un ampio spettro di frequenze acustiche (oltre 10 ottave), estese da 16 a 20.000 Hz circa (spesso indicato come da 20 a 20.000) e ad un range di intensità sonora esteso dal limite minimo di soglia (per convenzione, 0 dB), al massimo accettabile dato dal dolore (e poi dalla rottura del timpano, circa 140 dB). E siccome la sensazione sonora non è proporzionale ai valori di pressione acustica, la loro rappresentazione è stata facilitata con l'uso di rapporti a crescita logaritmica (dB).

## Anatomia

### Sistema uditivo periferico
Il sistema uditivo periferico inizia con l'orecchio ed è deputato alla prima fase della trasduzione del suono. Questi primi componenti del sistema uditivo non fanno direttamente parte del sistema nervoso, tuttavia sono strettamente connessi ad esso. Eseguono la traduzione meccanica elettrica delle onde pressorie sonore in potenziali d'azione neuronali.
L'orecchio è suddiviso in tre parti: esterno, medio e interno.

#### Orecchio esterno
L'orecchio esterno è composto dal padiglione auricolare che comprende la pinna, la conca e il meato uditivo. Il padiglione auricolare è l'unica parte visibile dell'orecchio, e quando le onde sonore lo colpiscono, vengono riflesse ed attenuate, fornendo ulteriori informazioni che aiuteranno il cervello a determinare meglio la direzione da cui provengono i suoni, in stretta collaborazione con le informazioni del altro orecchio. Il padiglione è costituito da cartilagine e presenta vari solchi e rilievi, aventi funzione di raccogliere i suoni per convogliarli nel Condotto uditivo esterno condotto uditivo. Questo, ha la funzione di mettere in comunicazione la conca del padiglione con l'orecchio medio; e a causa della sua forma e dimensione, tende ad amplificare preferibilmente i suoni intorno a 3–4 kHz e a comportarsi come un filtro passa-alto fino a 12 kHz. È un semplice condotto le cui pareti sono ricoperte del cerume, una sostanza lubrificante e protettiva che viene espulsa dal condotto tramite delle ciglia che rivestono il condotto ed effettuano la cosiddetta autodetersione. In fondo del condotto uditivo è posizionata la membrana timpanica, che segna l'inizio dell'orecchio medio.

#### Orecchio medio
L'orecchio medio misura appena un centimetro cubo di spazio e la sua funzione è quella di risolvere un problema fisico. Le onde sonore liberate nell'aria viaggiano a una bassa impedenza mentre nell'orecchio interno vi è del liquido. Dal momento che l'impedenza dell'acqua è maggiore di quella dell'aria il suono rischia di non arrivare a destinazione (in questo caso per impedenza si intende un mezzo che rallenta/impedisce il movimento).
La soluzione a questo problema è data dunque dall'orecchio medio, il quale amplifica il suono di circa 20 volte e lo convoglia all'orecchio interno. Le onde sonore che viaggiano attraverso il canale uditivo vanno infatti a colpire la membrana timpanica o timpano e la mettono in vibrazione. Questa informazione dell'onda viaggia attraverso la cavità dell'orecchio medio piena d'aria attraverso una serie di ossa delicate: il martello, l'incudine e la staffa. Il martello è intimamente collegato alla membrana timpanica, mentre la staffa, l'ultimo degli ossicini, è articolato direttamente con la finestra ovale dell'orecchio interno.
Questa serie di ossicini agisce come una leva, convertendo le vibrazioni sonore del timpano (a bassa pressione) in vibrazioni sonore ad alta pressione che vengono proprio trasmesse alla piccola membrana rappresentata dalla finestra ovale (o ellittica). La necessità di una maggiore pressione in corrispondenza della finestra ovale rispetto alla membrana timpanica si spiega con il fatto che nell'orecchio interno (al di là della finestra ovale) è contenuto del liquido e non più semplicemente aria.
Grazie all'azione di leva degli ossicini, i movimenti della membrana timpanica, provocati dal suono, vengono così amplificati e trasmessi all'orecchio interno in tutta la sofisticata ricchezza dei suoni, da quelli singoli a quelli di un'intera orchestra.
Il riflesso stapediale dei muscoli dell'orecchio medio aiuta a proteggere l'orecchio interno da possibili danni, riducendo la trasmissione di energia sonora quando il muscolo stapedio viene attivato in risposta al suono. 
Evidentemente nell'orecchio medio le informazioni audio sono ancora contenute in forma d'onda: la conversione in impulsi nervosi avviene nell'orecchio interno, grazie alla coclea.

#### Orecchio interno

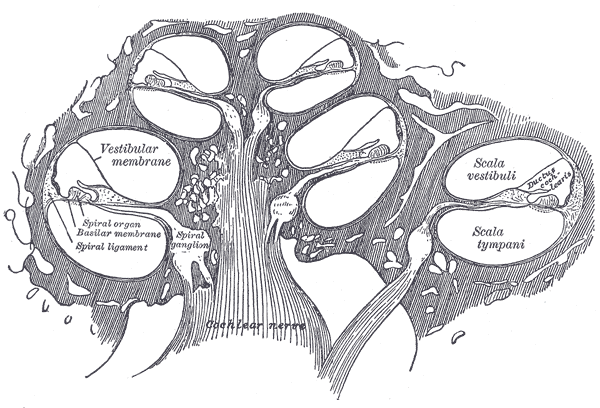
Sezione longitudinale della coclea

L'orecchio interno è costituito dal labirinto osseo, un complicato sistema di cavità che risultano scavate nello spessore dell'osso temporale, e dal labirinto membranoso, un insieme di organi cavi delimitati da pareti connettivali che contengono del liquido (endolinfa) e che comunicano fra loro. Il labirinto è rivestito internamente da epitelio. 
La coclea (chiocciola ossea) si compone di tre sezioni piene di liquido (scala vestibolare, scala media con il condotto cocleare, e la scala timpanica) divise da membrane e supporta un'onda di fluido dovuta alla pressione che si scarica attraverso la membrana basilare, interposta tra la lamina spirale e la superficie interna del canale cocleare osseo.
L'orecchio interno si divide dall'orecchio medio tramite la finestra ovale e quella rotonda, che si trovano all'inizio della coclea. La coclea è alta circa 10 mm e lunga 35. Questa struttura viene definita anche "chiocciola" o "chioccia", poiché si avvolge per due giri e mezzo attorno al modiolo, il suo centro.
All'interno della coclea si trova l'organo del Corti collocato su questo condotto sulla membrana basilare. Si tratta di una particolare struttura caratterizzata dalla presenza di numerose cellule ciliate, deputata a trasformare le onde meccaniche in segnali elettrici di tipo neuronale.
Altre due importanti sezioni di questo organo uditivo sono conosciute con il nome di scala timpanica e scala vestibolare. 
Queste ultime due strutture si trovano all'interno del labirinto osseo, che viene riempito con un fluido chiamato perilinfa, simile nella composizione al liquido cerebrospinale. La differenza chimica tra i fluidi perilinfatici ed endolinfatici è importante per la funzione dell'orecchio interno, a causa di differenze di potenziale elettrico indotte da differenti concentrazioni tra ioni potassio e calcio.
La vista di una coclea umana sezionata (similmente a quanto avvale per i mammiferi e la maggior parte dei vertebrati) mostra che lungo la sua lunghezza vengono percepite frequenze specifiche. In particolare è stato verificato che la frequenza è una funzione esponenziale della lunghezza della coclea all'interno dell'organo di Corti. In alcune specie, come i pipistrelli e delfini, il rapporto si espande in aree specifiche per permettere la loro capacità di sonar attivo.
Organo del Corti
L'organo del Corti è una particolare struttura in cui trovano sede circa 16.000 cellule ciliate (per lato) divise in esterne ed interne. Alcune di queste rispondono solo ai suoni più intensi, altre a quelli meno intensi. 
Le cellule ciliate esterne sono disposte su 3 file e sono maggiori di circa 3 volte rispetto a quelle interne le quali invece sono disposte su di un'unica fila dalla base all'apice della coclea. Le cellule ciliate vengono stimolate mediante i liquidi cocleari che le circondano ed hanno il compito di effettuare la cosiddetta trasduzione meccano-elettrica, da vibrazioni a impulsi elettrici, che tramite le sottili fibre del nervo acustico arrivano al cervello, dove determinano la sensazione uditiva.
Cellule ciliate
Come già accennato la coclea risulta costituita da canalini paralleli e da 3 zone: la scala vestibolare, la scala media (ripiena di una sostanza cartilaginea chiamata endolinfa, carica di ioni K e povera di ioni Na) e la scala timpanica.
Nella scala media troviamo delle cellule chiamate cellule ciliate. Le cellule ciliate sono cellule colonnari, a base ovalare. All'altra estremità (estremità apicale) presentano un fascio di 100-200 ciglia specializzate. Queste ciglia danno il nome alla cellula stessa. Ci sono due tipi di cellule ciliate. Le cellule ciliate interne sono una struttura motoria, dei meccanorecettori per l'udito: esse trasducono la vibrazione del suono in attività elettrica nelle fibre nervose: questa attività viene trasmessa al cervello.
All'estremità apicale, sulla punta delle cellule, sono presenti dei canali ionici per il potassio. Subito al di sopra delle cellule vi è la membrana tectoria, che si muove avanti e indietro con ogni ciclo di suono, determinando l'inclinazione delle ciglia e suscitando le risposte elettriche delle cellule cigliate. Quando la vibrazione determina uno spostamento delle ciglia verso destra i canali ionici si aprono e il potassio presente nell'endolinfa entra nella cellula.  Al contrario quando le ciglia si inclinano verso sinistra i canali del potassio si chiudono. È in questo modo che si viene a modulare la concentrazione di potassio intracellulare e la cellula ciliata aumenta la sua carica positiva, depolarizzandosi.
In seguito le vescicole nella cellula rilasciano un neurotrasmettitore sulle cellule del nervo uditivo che si eccitano e inviano il segnale alla corteccia cerebrale. 
Le cellule ciliate interne, similmente alle cellule fotorecettrici dell'occhio, mostrano una risposta graduata piuttosto che i picchi caratteristici di altri neuroni. Questi potenziali graduati non sono vincolati dalle proprietà tipiche del potenziale d'azione "tutto o nulla".
Considerato quanto sopra affermato la domanda su come possa allora innescarsi una differenza di potenziale di membrana è del tutto lecita. 
Attualmente gli studiosi ritengono che le ciglia siano collegate tra loro attraverso legami "punta", particolari strutture che collegano le punte di un ciglio all'altro. 
Lo stiramento e la compressione fanno sì che i legami di punta possono portare all'apertura di un canale ionico e produrre il potenziale nelle cellule ciliate.
Recentemente è stato dimostrato che alcune proteine, la caderina 23 (CDH23) e la protocaderina 15 (PCDH15) siano le molecole di adesione associate a questi legami di punta.
Si ritiene il calcio possa essere implicato in un accorciamento di questi legami per rigenerare la tensione. Questa rigenerazione di tensione permette di comprendere come si possa verificare una stimolazione uditiva prolungata.

#### Neuroni
I neuroni afferenti innervano le cellule ciliate interne cocleari, tramite alcune sinapsi in cui il neurotrasmettitore glutammato comunica i segnali inviati dalle cellule ciliate ai dendriti dei neuroni uditivi primari. Esistono molte meno cellule ciliate interne nella coclea rispetto alle fibre nervose afferenti: ciò è evidentemente possibile in quanto molte e diverse fibre nervose uditive innervano ogni cella ciliata.
Questi dendriti neuronali appartengono ai neuroni del nervo uditivo, il quale a sua volta si unisce al nervo vestibolare a formare il nervo vestibolo-cocleare, ovvero il nervo cranico numero VIII.
Proiezioni efferenti dal cervello si portano verso la coclea e sembra possano svolgere un ruolo nella percezione del suono: tuttavia questo aspetto non è ancora ben compreso. Sinapsi efferenti si portano anche verso le cellule ciliate esterne e sui dendriti afferenti (verso il cervello), sotto le cellule ciliate interne.
Le strutture uditive hanno un'origine simile a quelle vestibolari che hanno invece la funzione di tenere sotto controllo i movimenti lineari e rotatori della testa rispetto all'asse corporeo.

### Sistema uditivo centrale
L'informazione sonora, ri-codificata, viaggia lungo il nervo vestibolococleare, attraversando alcune stazioni intermedie quali i nuclei cocleari, i complessi olivari superiori del tronco encefalico e il collicolo inferiore del mesencefalo, all'interno dei quali subiscono un'ulteriore elaborazione.
L'informazione raggiunge infine il talamo, e da lì viene trasmessa alla corteccia cerebrale. Nel cervello umano, la corteccia uditiva primaria si trova localizzata nel lobo temporale.
Le strutture anatomiche associate includono:

#### Nuclei cocleari
Il nucleo cocleare è la prima stazione del trattamento neuronale dei dati codificati e convertiti dall'orecchio interno (qui inizia la cosiddetta fusione binaurale, ovvero la capacità del cervello di fondere in un unico segnale due segnali simili che arrivano alle due orecchie contemporaneamente).
Nei mammiferi, questa regione è anatomicamente e fisiologicamente suddivisa in due zone distinte: il nucleo cocleare dorsale (DCN) e il nucleo cocleare ventrale (VCN).

#### Corpo trapezoidale
Il corpo trapezoidale è un fascio di fibre che decussano ventralmente nel ponte e che portano le informazioni utilizzate per i calcoli binaurali nel tronco encefalico.

#### Complesso olivare superiore
Il complesso olivare superiore si trova nel ponte e riceve le proiezioni prevalentemente dal nucleo cocleare ventrale. Tuttavia anche il nucleo cocleare dorsale proietta verso questa stazione, tramite la stria acustica ventrale.
All'interno del complesso olivare superiore si trova l'oliva superiore laterale (LSO) e l'oliva superiore mediale (MSO, di forma allungata). Nella maggior parte dei mammiferi l'oliva superiore laterale assume una forma ad S: ciò non è invece riscontrabile nell'essere umano.
La prima struttura è importante nel rilevare le differenze di livello interaurale mentre la seconda è importante nel distinguere le differenze temporali interaurali.

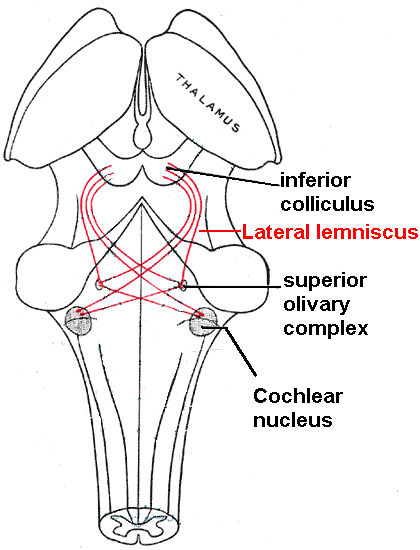
Lemnisco laterale in rosso, ed i suoi collegamenti con il nucleo cocleare, il nucleo olivare superiore e il collicolo inferiore, visto da dietro.

#### Lemnisco laterale
Il lemnisco laterale è un tratto di assoni che si trovano localizzati nel tronco encefalico. Questa stazione nervosa trasporta le informazioni sonore dal nucleo cocleare in direzione di diversi nuclei del tronco cerebrale e infine al collicolo inferiore controlaterale del mesencefalo.

#### Collicolo inferiore
Il collicolo inferiore (IC) si trova posizionato proprio sotto i centri di elaborazione visiva, ovvero al collicolo superiore. Il nucleo centrale del collicolo inferiore è quasi un relè obbligato nel sistema uditivo ascendente.
Questa struttura molto probabilmente agisce per integrare le informazioni (in particolare quelle riguardanti la localizzazione della sorgente del suono e provenienti dal complesso olivare superiore e dal nucleo cocleare dorsale) prima di inviarle al talamo e alla corteccia.

#### Nucleo genicolato mediale
Il nucleo genicolato mediale è parte del sistema di relè talamico.
Da qui originano le radiazioni acustiche (le fibre talamo-corticali) le quali attraversano la parte posteriore della capsula interna e vanno a terminare nella circonvoluzione temporale superiore in corrispondenza dell'area acustica primaria, le cosiddette aree 41 e 42 di Brodmann..

#### Corteccia uditiva primaria
La corteccia uditiva primaria è la prima regione della corteccia cerebrale che riceve le informazioni di tipo uditivo. La percezione del suono è associata alla circonvoluzione temporale superiore posteriore di sinistra (STG). La circonvoluzione temporale superiore contiene diverse importanti strutture del cervello, comprese le aree di Brodmann 41 e 42, le quali segnano la localizzazione della corteccia uditiva primaria, la regione corticale responsabile della sensazione caratteristiche e fondamentali del suono, come ad esempio il ritmo e l'altezza. Studi eseguiti sui primati hanno messo in evidenza che la corteccia uditiva primaria probabilmente può essere a sua volta ulteriormente suddivisa in sottoregioni funzionalmente differenziabili.
I neuroni della corteccia uditiva primaria possono essere considerati come delle strutture che coprono un'ampia gamma di frequenze uditive, e possono avere risposte selettive a componenti armoniche. I neuroni che integrano invece le informazioni provenienti dai due orecchi hanno campi recettivi che coprono una particolare regione dello spazio uditivo. La corteccia uditiva primaria è circondata dalla corteccia uditiva secondaria e strettamente interconnessa con essa.
Queste aree secondarie si interconnettono con ulteriori aree di processazione localizzate nella circonvoluzione temporale superiore, nella banca dorsale del solco temporale superiore, e nel lobo frontale. Negli esseri umani, le connessioni di queste regioni con la circonvoluzione temporale media sono probabilmente importanti per la percezione della lingua parlata. Il sistema frontotemporale, sottostante la percezione uditiva, ci permette di distinguere alcuni particolari suoni come le voci, la musica o il rumore.

## Patologie
Tra le patologie che possono interessare l'apparato uditivo, vi sono:
- L'acufene, detto anche ronzio auricolare;
- L'iperacusia, un'eccessiva sensibilità uditiva;
- L'ipoacusia, la riduzione dell'udito;
- La presbiacusia, la riduzione dell'udito dovuta all'invecchiamento;
- La sordità, la perdita dell'udito;